# Barbara Longhi
Barbara Longhi (Inglês /bɑrˈbɑrə ˈlɒŋɡi/, Italiano: [ˈloŋɡi]Ravena, 21 de setembro de 1552 — Ravena, 23 de dezembro de 1638) foi uma pintora italiana.